# Ljubač (Dubrovnik)
Ljubač je dubrovačko prigradsko naselje u Dubrovačko-neretvanskoj županiji.

## Zemljopisni položaj
Nalazi se u zaleđu Dubrovnika,  administrativno pripada Gradu Dubrovniku, 1,5 km jugoistočno od mjesta Gromača i oko 4 km sjeverozapadno od Orašca. Od Dubrovnika je Ljubač udaljen oko 27 km sjeverozapadno.

## Povijest
Tijekom Domovinskog rata Ljubač je bio okupiran pripadnicima JNA i teritorijalne obrane Crne Gore te raznih dragovoljačkih četničkih postrojbi. Neprijateljska vojska je opljačkala sve objekte u mjestu.

## Gospodarstvo
Ljubač je gospodarski nerazvijeno prigradsko naselje. Stanovništvo se uglavnom bavi poljodjelstvom i stočarstvom.
U tijeku je gradnja autoceste A1 koja od Zagreba preko Splita i Ploča vodi do Dubrovnika, a koja će dijelom prolazit u neposrednoj blizini Ljubača pa se očekuje da će ovo kao i okolna naselja doživjeti gospodarski procvat.

## Stanovništvo
Prema popisu stanovnika iz 2011. godine Ljubač je jedno od najmanjih prigradskih naselja i ima tek 69 stanovnika hrvatske nacionalnosti i katoličke vjeroispovjesti.
| broj stanovnika | 150   | 163   | 160   | 153   | 150   | 146   | 118   | 114   | 104   | 93    | 93    | 92    | 86    | 81    | 73    | 69    | 73    |
|                 | 1857. | 1869. | 1880. | 1890. | 1900. | 1910. | 1921. | 1931. | 1948. | 1953. | 1961. | 1971. | 1981. | 1991. | 2001. | 2011. | 2021. |